# 惑星大怪獣ネガドン
『惑星大怪獣ネガドン』（わくせいだいかいじゅうネガドン、NEGADON - the Monster from Mars）は、原作・脚本・監督：粟津順、CG映像工房「スタジオマガラ」製作の特撮映画作品。世界初の本格フルCG怪獣映画。2005年11月公開。
- 東京国際ファンタスティック映画祭上映
- 第20回デジタルコンテンツグランプリ・デジタルコンテンツ部門優秀賞受賞[1]
- 第9回文化庁メディア芸術祭アニメーション部門・短編審査委員会推薦作品

## 概要
日本特有とも言える怪獣映画という映画ジャンルにこだわり、実写映像を使用せず全編をCGにより作成した作品。「すべての人類が楽しめる娯楽映像作品」を目指し、特撮映画の手作り感と昭和時代の雰囲気を出すため、独自開発の「粟津フィルター」により上映フィルム感を高めている。作品の時代設定である「昭和百年」に合致したレトロフューチャーの世界が描かれている。自主制作のため上映時間は25分の短編。
映像部分は監督の粟津順が一人で大部分を制作している。粟津は映像プロダクションマリンポストにCGデザイナーとして所属していたが、自身の手で作品を創作したいという考えから会社を辞し、2年4ヶ月を費やして本作品を完成させた。

## ストーリー
昭和百年、近未来ではあるがどこか古きよき昭和の面影が残るもう一つの日本。世界人口は100億人を超え、IMDO（国際火星開発機構）による国際規模での宇宙開発事業「火星テラフォーミング計画」が行われていた。ある日、火星から帰還途中の宇宙輸送船「いざなみ」が東京に墜落し、積載されていた宇宙怪獣ネガドンが出現、東京の上空を我が物顔で浮遊する。都民が疎開した無人の東京でTVでネガドンにより街が破壊される様を見、10年前の事故で愛娘・恵美を失い世を捨てた伝説のロボット工学の権威・楢崎龍一は「ロボットが人類のために活躍する未来を創る」という娘との約束を守るため、未完成の人間型汎用歩行重機「MI-6二号試作機」に乗り込んでネガドンと対峙する。防衛軍の吉澤政次はネガドンの前に立ち塞がった巨大ロボットが「MI-6二号試作機」だと気づき、操縦席にいる恩師に連絡を取って必死に制止するが、既に覚悟を決めた楢崎は家族を連れて避難するように吉澤に告げて通信を切った。かくて巨大ロボットと宇宙怪獣との死闘の火蓋が切られたのだった。

## 登場怪獣・メカニック

### 惑星大怪獣 ネガドン
- 全高：100メートル
- 体重：3万トン
- 最高速度：時速120キロ

火星マリネリス渓谷の地中に埋まっていた宇宙怪獣。古代遺跡の中で繭状の状態になって眠っていたが、火星テラフォーミング計画に伴い火星の両極冠に投下された熱核爆弾の爆発によって地表に露出し、「いざなみ」によって地球に運ばれた後、異常高温で「いざなみ」を墜落させて東京に出現した。出動した防衛軍の攻撃を受けるも無傷であり、その後楢崎の乗るMI-6と交戦する。
ダイヤモンドの29.97倍の硬度を持つ超硬質外骨格で覆われた褐色のクラゲのような体をもち、クラゲの触手がある部分に、先端に放電づめと毒づめのついた3本の触手状の腕と、反重力ぶくろ・反重力放出孔と重力スタビライザーを内蔵した3対の脚を有し、つねに飛行している。また、胴体中心部に産卵管を、胴体の頂部にモノアイ状の12次元複眼をもつ。なお、この複眼は攻撃を受けた際などには格納することが可能。
攻撃手段としては、放電づめから発せられる黄色の稲妻状の「反重力殺人光線」の他、胴体内に収納されている器官から発射される鞭のようにしなる赤色の「ネガドニューム殺人熱弦」や、脚の内部組織が展開された状態で発射される高威力の青色光球「プラネット殺人大電離球」などがある。また、全身を覆うバリアを展開することも可能。

### MI-6（ミロク）
- 身長：50メートル
- 体重：2万トン
- 最高飛行速度：マッハ23

楢崎歩行重機研究所が開発した世界最大の人間型汎用歩行重機（巨大ロボット）。動力源はトリチウムを用いる最大出力100万馬力の核融合動力炉。地上・海・宇宙などの広範囲で使用されることを想定して開発されたもので、一号機と二号機が存在する。一号機は開発中の昭和90年に事故を起こし、その事故で楢崎の娘・恵美が死亡してしまったため、その後楢崎はロボット開発から身を引いていた。しかし、ネガドン来襲を受けて「ロボットが人類の為に活躍する未来を創る」という恵美との約束を果たすため、楢崎は密かに建造していた二号試作機に搭乗してネガドンに戦いを挑む。
一号機の装備は不明だが、二号試作機は右腕にハイパーコーティングされた高密度硬質タングステンカーバイト超合金製の超硬質超合金ドリル（硬度はダイヤモンドの30倍）が、左腕にハイパワーハンド・超合金ブレード・高性能小型ロケットモーターから構成されるロケットハンドが装備されている。このドリルは回転によってネガドンの殺人光線をはね返すことも可能。また、腕部や脚部は分離装置によって任意で切り離すこともできる。背部には大型のラムジェットロケットエンジン2基を有し、短時間の飛行のほか、第1宇宙速度を突破して大気圏を離脱することすら可能であり、宇宙空間でも活動に支障はない。劇中では東京湾内に建造されていたカタパルトから発進した。

### その他のメカニック
いざなみ
日本籍の原子力宇宙貨物船。型式番号MI-5II。火星の地下鉱物資源の輸送のために建造され、昭和92年に進宙した。主翼・エンジン・貨物室などを備える本体の前部に、独立したコックピットと思しき部位を備えている。本体後部に装備された4基のメインエンジンの他に、胴体下部の貨物室脇にティルトジェットの様に稼動するエンジンポッドを有しており、垂直離着陸を行うことが可能。
8度目の地球への帰還の際に発掘されたネガドンを輸送し、7月7日に富士市の第7宇宙空港に入港する予定だったが、同日午前6時39分に目覚めたネガドンによる物と思われる異常高温によって日本上空の軌道上で爆発し、東京都第25区に墜落した。
なお、同型船の「いざなぎ」も存在していたが、フォボス付近で行方不明になっている。
HHF-1
ロケットの燃料補給などを目的としてIMDOが建造した宇宙ステーション。乗員総数は1万人で、リング型の居住区画を持つ。冒頭に姿のみ登場。
かぐつち
IMDOが火星テラフォーミング計画用に開発した爆弾投下衛星。火星周回軌道上を周回しており、内部に東西冷戦期の核兵器を転用した熱核爆弾を内蔵している。火星テラフォーミング計画の第一段階として、昭和百年1月10日に火星の南北両極冠に熱核爆弾を投下し、極冠内で凍結していた水と二酸化炭素のうち約73パーセントを融解・蒸発させた。
F-104J スターファイター
防衛軍の主力戦闘機。実在する機体。東京に出現したネガドンを2度に渡って攻撃し、有効打こそ与えられなかったものの2回目の攻撃ではMI-6の危機を救う活躍を見せた。
74式戦車
防衛軍の主力戦車。実在する車両。甲州街道付近でネガドンを迎撃するが効果はなく、反重力殺人光線による反撃を受けて全滅した。
MGR-1 オネスト・ジョン
防衛軍の地対地ロケット弾。実在する兵器。74式戦車とともにネガドンを攻撃したが、効果はなかった。

## スタッフ
- 原作：粟津順
- 脚本：粟津順
- 監督：粟津順
- 音楽：寺沢新吾
  - 独唱：長谷川泰子
- 主題歌:「天然色の夢～昭和九十年の空～」

作詞 - 加藤健二郎 / 作曲 - 寺沢新吾 / 歌 - 湯本あかね
- 音響効果：寺沢新吾
- ゲストCGアーティスト：宮原眞
- キャスティングコーディネート：矢野剛
- デザイン協力：大石麻紀子

## キャスト（声の出演）
- 楢崎龍一 - 清水大
- 吉澤政次 - 笹原琢磨
- 楢崎恵美 - 湯本あかね
- テレビアナウンサー、ナレーション - 貴志昌文

## 出版物

### DVD
- 惑星大怪獣ネガドン（2005年12月15日、コミックス･ウェーブ MZDV-0007）
  - 監督インタビュー、CGメイキング、短篇CG作品『大怪鳥マガラ襲来』『マガラ撃滅大決戦』などの映像特典を収録、ライナーノーツを同梱。